# Hal Needham
Harold Brett „Hal” Needham (ur. 6 marca 1931 w Memphis, zm. 25 października 2013 w Los Angeles) – amerykański kaskader, reżyser filmowy, aktor, scenarzysta i właściciel zespołu NASCAR. Laureat Oscara za całokształt twórczości.

## Życiorys

### Wczesne lata
Urodził się w Memphis w stanie Tennessee jako trzecie z trójki dzieci Edith May (z domu Robinson) i Howarda Needhama. Jego ojciec opuścił rodzinę wkrótce po jego urodzeniu. Matka ponownie wyszła za mąż za dzierżawcę, Corbetta, który przeniósł się z rodziną do Arkansas, gdy Needham miał cztery lata. Ze względu na częstą zmianę pracy ojczyma po uprawach, Needham mieszkał w dzieciństwie w całym stanie, w tym w El Dorado, Georgetown, Pangburn i Helena-West Helena.
Po wybuchu II wojny światowej ojczym Needhama przeniósł się do Saint Louis w Missouri, aby pracować w zakładach produkujących sprzęt wojenny, a jego rodzina wkrótce podążyła za nim. Jako nastolatek Needham dorabiał jako ustawiacz kręgli i przycinacz drzew. Po służbie w wojsku jako spadochroniarz podczas wojny koreańskiej, Needham przeniósł się do Kalifornii, gdzie zwrócił się do niego były przyjaciel spadochroniarz o pomoc w wykonaniu wyczynu kaskaderskiego w programie telewizyjnym ABC You Asked For It!, w którym Needham skakał z nisko lecącego samolotu na grzbiet galopującego konia. Po pomyślnym ukończeniu wyczynu, Needham postanowił zostać zawodowym kaskaderem. 

### Kariera
W 1956 trafił do Hollywood i rozpoczął pracę jako kaskader. Swojego pierwszego wyczynu kaskaderskiego dokonał na planie serialu westernie CBS Have Gun – Will Travel (1957-63) jako dubler aktora Richarda Boone’a. W swojej karierze wykonał akrobacje w ponad 4500 odcinkach seriali telewizyjnych, w tym Star Trek (1966). Był obsadzany również w małych rólkach w produkcjach filmowych i telewizyjnych, w tym Zorro (1957–1959), Nietykalni (1959), Strzały w Dodge City (1959–1970), Combat! (1963), Ironside (1968), Mannix (1970–1975), Mission: Impossible (1972) czy Aniołki Charliego (1976, 1977). Podczas swojej kariery pracował intensywnie w filmie, występując i koordynując akrobacje i reżyserując w ponad 310 filmów, w tym Człowiek, który zabił Liberty Valance’a (1962), Jak zdobywano Dziki Zachód (1962), McLintock! (1963), Wielki wyścig (1965), Major Dundee (1965), Mały Wielki Człowiek (1970), Płonące siodła (1974), Chinatown (1974), Francuski łącznik II (1975) i Nickelodeon (1976).
Debiutował jako reżyser komedii sensacyjnej filmu drogi – Mistrz kierownicy ucieka (1977) z Burtem Reynoldsem w roli głównej. Reynolds wystąpił też w kolejnych jego filmach: komedii sensacyjnej Kaskaderzy (1978), Mistrz kierownicy ucieka 2 (1980) i Wyścig armatniej kuli (1981). Jego sensacyjny film fantastycznonaukowy Megaforce (1982) z udziałem Barry’ego Bostwicka, komedia sportowa Stroker Ace (1983) i sequel Wyścig armatniej kuli II (1984) były nominowane do Złotej Maliny dla najgorszego reżysera. 
W 1994 zrealizował cztery komedie telewizyjne, do których napisał scenariusz i był producentem, z Brianem Bloomem w roli tytułowej – Bandzior, Bandzior!, Bandzior rusza na szlak, Bandzior i ślicznotka i Bandzior i karuzela srebra.
Jest także autorem scenariuszy do kilku swoich filmów; wystąpił również w niewielkich rolach w kilku filmach i serialach telewizyjnych.
Ukoronowaniem jego filmowej działalności było przyznanie mu w 2012 przez Amerykańską Akademię Filmową honorowego Oscara za całokształt twórczości.

## Życie prywatne
Był trzykrotnie żonaty. 21 maja 1960 poślubił Arlene R. Wheeler, z którą się rozwiódł w marcu 1977. 29 czerwca 1981 ożenił się z Dani Crayne. W sierpniu 1987 doszło do rozwodu. 31 grudnia 1996 poślubił Ellyn Wynne Williams.
Zmarł 25 października 2013 w Los Angeles w wieku 82 lat; wkrótce po zdiagnozowaniu raka.

## Filmografia
| Rok  | Film                       |
| ---- | -------------------------- |
| 1977 | Mistrz kierownicy ucieka   |
| 1978 | Kaskaderzy                 |
| 1979 | Kaktus Jack                |
| 1979 | Koła śmierci (TV)          |
| 1980 | Mistrz kierownicy ucieka 2 |
| 1981 | Wyścig armatniej kuli      |
| 1983 | Stroker Ace                |
| 1984 | Wyścig armatniej kuli II   |
| 1987 | Trzaskające się ciała      |